# Zheng He
Zheng He (ca 1371 – ca 1435) (jiaxiang: Yunnan, Kunyang (tegenwoordig Jinning), Baoshan, Zhidai 云南昆阳（晋宁昆阳镇）宝山乡知代村) was een Hui eunuch-admiraal en diplomaat die leefde tijdens de Chinese Mingdynastie onder de Yongle keizer.

## Jeugd en opleiding
Zheng He, ook bekend onder de oorspronkelijke naam Ma Sanbao en later, Ma He, werd in ca. 1371 geboren in Kunyang, in de tegenwoordige Yunnan provincie. Destijds was dat een van de laatste vestigingen van de Yuan-dynastie. Zheng He was een moslim en zoon van een hajji, een moslim die een pelgrimsreis naar Mekka heeft gemaakt. Zijn familie beweert afstammeling te zijn van een Mongoolse gouverneur in Yunnan of van koning Mohammed van Boekhara. De Chinese familienaam Ma is een variant op de naam Mohammed.
Toen Zheng He 10 jaar was nam in 1381 het Mingleger Yunnan in. Ma He werd gevangengenomen, gecastreerd (eunuch) en weggezonden voor een militaire opleiding.

## Officier, admiraal en adviseur
Als jong officier onderscheidde hij zich in de troepen van Zhu Di. In 1402 zou die zijn neef Jianwen van de keizerstroon stoten om onder de naam Yongle het land te besturen.
Ma had intussen aan invloed gewonnen nadat hij de troepen naar de overwinning op Jianwens leger had geleid bij het dorp Zhengcunba. Keizer Yongle doopte hem uit dank 'Zheng'. Zo ontstond de naam Zheng He. Later werd hij een adviseur van keizer Yongle.

### Eerste reis
In 1405 leidde Zheng He een armada van 62 jonken en meer dan 100 kleinere scheepjes, met in totaal ongeveer 28.000 bemanningsleden, naar de "Westelijke zeeën" Onderweg deed hij de volgende havensteden en gebieden aan: Champa (Vietnam), Siam (Thailand), Malakka en Java (Indonesië), Cochin, Ceylon, Calicut (nu Kozhikode) in Zuid-Indië. Zheng He kwam in 1407 terug in China.

### Tweede reis
Op zijn tweede expeditie in 1409 trok hij op tegen koning Alagonakkara van Ceylon, die hij gevangennam en samen met veel buit mee terug nam naar het Chinese hof in Nanking.

### Derde reis
In 1411 voer hij uit voor zijn derde expeditie, waarin hij de Straat van Hormuz bereikte, de toegang tot de Perzische Golf, en op de terugweg Samudera op Sumatra aan deed.

### Vierde reis
Tijdens zijn vierde reis in 1413 trok hij verder westwaarts en bezocht een delegatie van de vloot de Arabische steden Aden, al-Jofar, Mekka en Egypte. De vloot voer langs de Oost-Afrikaanse kust en deed daar de steden Brava (Barawe) in Somalië en Malindi in Kenia aan en de vloot bereikte uiteindelijke de kust van Mozambique. De bekende Portugese ontdekkingsreiziger Vasco da Gama wist als eerste Europeaan Malindi pas in 1498 te bereiken.
Zheng He keerde in 1415 weer met afgevaardigden uit dertig landen die in Peking in de bijna voltooide Verboden Stad hun eerbetoon kwamen betuigen aan de keizer van China.

### Vijfde reis
Een vijfde tocht zou duren van 1417 tot 1419. Zheng He volgde nu de volledige Afrikaanse Oostkust.

### Zesde reis
In 1421 vertrok op bevel van de keizer opnieuw een vloot onder leiding van Zheng He, ditmaal met als doel de wereld in kaart te brengen. De vloot splitste zich in vier eskaders die elk een deel van de opdracht uitvoerden. Op de fra Mauro-wereldkaart (1459) van de Venetiaanse lekenbroeder fra Mauro is in de oceaan ten zuiden van Afrika een schip afgebeeld. In de begeleidende tekst schreef fra Mauro dat het ging om een jonk die rond 1420 vanuit India tweeduizend mijl voorbij Cavo de Diab (Madagaskar) was gevaren. Het is waarschijnlijk dat hij hier verwees naar de vloten van Zheng He.
Toen de uitgedunde resten van de vloot twee jaar later terugkeerden, was China veranderd. Yongle overleed in 1424 en was opgevolgd door Hongxi, die alle maritieme expedities onmiddellijk stopzette. Het land was in zichzelf gekeerd en stond aan het begin van een eeuwenlang zelfgekozen isolement. Zheng He werd benoemd tot havencommandant in Nanking en kreeg opdracht om zijn legermacht te ontbinden. De schepen rotten weg en de kaarten en ander bewijsmateriaal werden op bevel van hogerhand vernietigd. Sommige documenten bleven echter bewaard of vonden misschien hun weg naar het Westen.

### Zevende reis
Zheng He koos met de steun van Xuande, die Hongxi had opgevolgd, opnieuw zee in de winter van 1431. Opnieuw trok hij naar Zuidoost-Azië, India, de Perzische Golf, de Rode Zee en Oost-Afrika. Pas in 1433 keerde hij weer. Zheng He stierf in 1435. Zheng He verkende met zijn armada niet alleen Maleisië en Indonesië, maar tevens India, Sri Lanka en de kusten van Tanzania en Kenia in Oost-Afrika.
Zheng He hield nauwgezet een logboek bij en maakte ook kaarten van zijn gevolgde zeeroutes. Toen zijn vader overleed, en Hongxi de keizerstroon overnam, liet hij al deze kostbare aantekeningen vernietigen.
Door een verbod van de Mingdynastie was er enkele eeuwen lang geen scheepvaart op India. Na enkele decennia werd dit verbod echter ingetrokken. Daarna bleef China tot het begin van de 19e eeuw een belangrijke handelsmogendheid met handel op Indonesië, India en Afrika.